# 門司丸
門司丸（もじまる）は、鉄道省→日本国有鉄道関門航路に在籍していた鉄道連絡船。

## 概要
関門航路の客船は、山陽汽船（山陽鉄道子会社）から引き継いだ下関丸と大瀬戸丸であったが、利用客増加により新造船が計画される。これが門司丸である。
門司丸は1914年（大正3年）大阪鉄工所で竣工。同年11月6日より関門航路に就航する。鉄道省が関門航路に導入した最初の新造船である。下関丸・大瀬戸丸より大型化され、甲板を2層構造とし、乗客定員も増加している。下関丸・大瀬戸丸では客室がすべて畳敷きであったが、門司丸では上層の客室に座席と網棚を設置した。
その後、1930年（昭和5年）10月10日に播磨造船所で改造を受け、1920年（大正9年）に就航した豊山丸・長水丸と同様、一・二等室を廃止して客室全室が三等室となり、手押車室が新設された。
1942年（昭和17年）、関門鉄道トンネルの開通に伴う関門連絡船の減便により余剰となり、三菱重工業長崎造船所に貸し出された。1945年（昭和20年）6月17日に返還され、仙崎 - 釜山間に運航されていた連絡船と仙崎港の間の旅客送迎に使用された。同年9月17日に仙崎港で係留中、暴風により押し流され座礁したが、翌1946年3月に引き揚げられ復旧し、関門航路に戻っている。
1953年（昭和28年）、予備船整理により運航を終了し、売却された。

## 要目（新造時）
- 総トン数：256.2t
- 全長：116.9 ft　（33.5m）
- 全幅：27.0 ft
- 出力：460馬力
- 航海速力：10.0kt
- 乗客定員：691名

※1 ft=0.3048m